# Ullevi
L'Ullevi o Ullevi Stadion, inizialmente chiamato Nya Ullevi Stadion ("Nuovo Stadio Ullevi") è uno stadio polifunzionale di Göteborg, uno dei più grandi della Svezia e della Scandinavia.
Non va confuso con l'adiacente e – nonostante il nome – più moderno Gamla Ullevi ("Vecchio Ullevi").

## Storia
L'Ullevi è stato costruito in occasione dei Campionati mondiali di calcio del 1958, per i quali ha ospitato alcune partite. Da allora ha ospitato diversi eventi sportivi di portata internazionale come la finale della Coppa delle coppe del 1983 e 1990, la prima partita in Europa della NFL (Minnesota Vikings - Chicago Bears) il 14 agosto 1988, il Campionato europeo di calcio nel 1992, i Campionati mondiali di atletica leggera nel 1995, la finale della Coppa UEFA 2003-2004 e i Campionati europei di atletica leggera nel 2006. Lo stadio è anche la sede delle cerimonie di apertura e chiusura della Gothia Cup, il più grande torneo calcistico del mondo.
Il record di affluenza dello stadio per una partita è stato stabilito il 3 giugno 1959, quando in occasione della partita tra IFK Göteborg e Örgryte IS si registrarono 52.194 spettatori. Il record assoluto però è di 64.312 persone, stabilito l'8 giugno 1985 in occasione di un concerto di Bruce Springsteen. In quest'occasione lo stadio è stato letteralmente quasi fatto a pezzi: costruito come il resto della città su uno strato argilloso, la struttura dello stadio ha rischiato di collassare sotto il peso di decine di migliaia di persone che si muovevano ritmicamente al suono della musica di Springsteen. Per evitare che si potesse ripetere una simile eventualità, i pilastri di sostegno dello stadio sono stati estesi fino a raggiungere uno strato di terreno più solido.

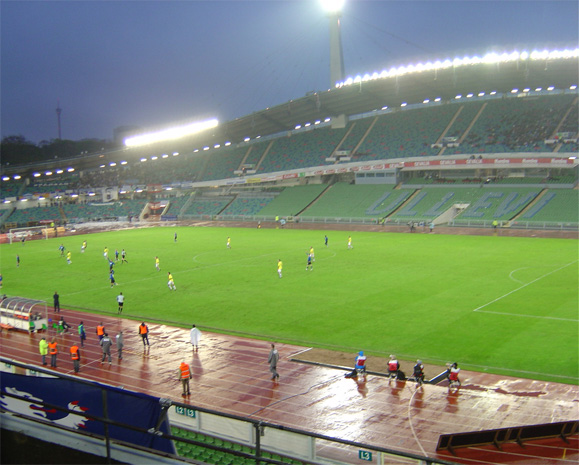
L'Ullevi nel 2005 durante una partita di Coppa UEFA tra Halmstad ed Hertha Berlino.

Lo stadio inoltre ospita ogni anno nel mese di luglio la cerimonia d'apertura e alcune partite della Gothia Cup, torneo giovanile di calcio internazionale.
Talvolta, in occasioni saltuarie ed eccezionali, l'IFK Göteborg torna a giocare all'Ullevi. Solitamente ciò avviene in caso di partite speciali come ad esempio la prima giornata di campionato, specie se contro una squadra di cartello, oppure nel caso in cui l'adiacente Gamla Ullevi dovesse risultare indisponibile.

## Manifestazioni sportive ospitate

### Mondiali di calcio Svezia 1958
| Arbitro: | Zsolt |

|                         |           |                             |
| Simonian 13’ Ivanov 55’ | Marcatori | 66’ Kevan 85’ (rig.) Finney |

| Göteborg 11 giugno 1958, ore 19:00 UTC+1 | Brasile | 0 – 0 referto | Inghilterra | Stadio Ullevi\| Arbitro: \| Dusch \| |
| Arbitro:                                 | Dusch   |               |             |                                      |

| Arbitro: | Guigue |

|              |           |  |
| Vavá 2’, 65’ | Marcatori |  |

| Arbitro: | Dusch |

|           |           |  |
| Ilyin 68’ | Marcatori |  |

| Arbitro: | Seipelt |

|          |           |  |
| Pelé 66’ | Marcatori |  |

| Arbitro: | Zsolt |

|                                  |           |              |
| Skoglund 10’ Gren 31’ Hamrin 88’ | Marcatori | 28’ Schaefer |

| Arbitro: | Brozzi |

|                                                       |           |                                        |
| Fontaine 16’, 36’, 78’, 89’ Kopa 27’ (rig.) Douis 50’ | Marcatori | 18’ Ciesclarczyk 52’ Rahn 84’ Schaefer |

### Campionato europeo di calcio 1992
| Arbitro: | Karlsson |

|              |           |  |
| Bergkamp 13’ | Marcatori |  |

| Göteborg 15 giugno 1992, ore 20:15 UTC+1 | Paesi Bassi | 0 – 0 | Comunità degli Stati Indipendenti | Stadio Ullevi\| Arbitro: \| Mikkelsen \| |
| Arbitro:                                 | Mikkelsen   |       |                                   |                                          |

| Arbitro: | Pairetto |

|                                       |           |               |
| Rijkaard 4’ Witschge 15’ Bergkamp 72’ | Marcatori | 53’ Klinsmann |

| Arbitro: | Aladrén |

|                           |           |                |
| Bergkamp 23’ Rijkaard 86’ | Marcatori | 5’, 33’ Larsen |

| Arbitro: | Galler |

|                        |           |  |
| Jensen 18’ Vilfort 78’ | Marcatori |  |

### NFL American Bowl
| Göteborg 14 agosto 1988 | Minnesota Vikings | 28 – 21 | Chicago Bears | Stadio Ullevi |

## Concerti
| Data                | Artista                               | Pubblico |
| ------------------- | ------------------------------------- | -------- |
| 17 giugno 2016      | Iron Maiden                           | 54 057   |
| 23 giugno 2015      | One Direction                         | 50 000   |
| 8-9 agosto 2009     | Madonna                               | 119 709  |
| 26 luglio 2008      | Iron Maiden                           | 57 315   |
| 29 luglio 2005      | U2                                    | 58 478   |
| 9 luglio 2005       | Iron Maiden                           | 57 022   |
| 12 giugno 2004      | Paul McCartney                        | 36 272   |
| 30 maggio 2004      | Metallica                             | 55 802   |
| 2 giugno 2003       | Bruce Springsteen & The E Street Band | 58 310   |
| 21 giugno 2003      | Bruce Springsteen & The E Street Band | 57 441   |
| 24 giugno 2002      | AC/DC                                 | 50 520   |
| 5 agosto 2000       | Tina Turner                           | 56 112   |
| 31 luglio 1998      | Rolling Stones                        | 57 662   |
| 27 luglio 1998      | Elton John                            | 25 447   |
| 16 agosto 1997      | Michael Jackson                       | 60 000   |
| 2 agosto 1997       | U2                                    | 48 006   |
| 9 agosto 1996       | Tina Turner                           | 33 323   |
| 7 luglio 1995       | Rod Stewart                           | 29 997   |
| 27 agosto 1994      | Pink Floyd                            | 51 305   |
| 8 agosto 1992       | Genesis                               | 20 233   |
| 2 luglio 1991       | Beach Boys                            | 18 093   |
| 3 luglio 2011       | Slayer                                |          |
| 9 giugno 1985       | Bruce Springsteen & The E Street Band | 62 544   |
| 8 giugno 1985       | Bruce Springsteen & The E Street Band | 64 312   |
| 9 giugno 1984       | Bob Dylan                             | 51 118   |
| 11 - 12 giugno 1983 | David Bowie                           | 61 206   |
| 19 - 20 giugno 1982 | Rolling Stones                        | 56 610   |
| 8 giugno 1985       | Bruce Springsteen                     | 64 312   |